# Para One
Para One (Orléans, Francia, 1979) es un productor francés de música electrónica y director de cine. Su nombre real es Jean-Baptiste de Laubier. Saltó a la fama con el remix "The Prime Time of Your Life" del dúo, también francés, Daft Punk.

## Biografía
Sus inicios se dieron como productor del grupo de rap TTC y fue quién realizó en 2004 el tema "Dans Le Club". Con el productor de TTC, Tacteel, arregló el nuevo directo improvisado del grupo electro Fuck-A-Loop.
En 2008, Para One lanzó al mercado su hit más comercial, mezclando el tema *1-hit de la estrella pop japonesa Ayumi Hamasaki. Esta canción está incluida el álbum Ayu-mi-x 6 -GOLD-.
También produjo la banda sonora de la película “Naissance des pieuvres” (en inglés fue titulada Water Lilies) dirigido por Céline Sciamma en 2007.
Aparte de su carrera musical, también suele desempeñarse como director de cine. En 2009, estuvo a cargo de la dirección del cortometraje “It Was On Earth That I Knew Joy” para la tienda de moda Sixpack France. Fue presentado en las instalaciones de SCION en Los Ángeles, el 20 de febrero de 2010.
En marzo de 2011, fundó junto a Surkin y Bobmo, el sello discográfico Marble.

## Discografía

### Álbumes
- Epiphanie (Institubes)  (2006)
- Naissance Des Pieuvres (Institubes)  (2007)
- Passion (Marble/Because Music)  (2012)
- Club (Marble/Because Music)  (2014)

### Sencillos y EP
- Beat down EP (Institubes] (2003)
- Clubhoppn EP (Institubes] (2005)
- Dundun-Dun Single (Institubes] (2006)
- Dundun-Dun - Remixes (Institubes) (2006)
- Epiphanie (Institubes) (2006)
- Midnight Swim (Institubes) (2007)
- Naissance des pieuvres - Banda sonora (2007)
- Para One – Kiwi / Toadstool (2010)
- Para One – Animal Style / Nevrosis (2010)
- Das Glow & Para One – Pulsar / Freeze (2011)
- Para One & Tacteel – Fair Enough EP (2011)
- Para One & San Serac pres. Slice & Soda – Year of the Dragon (2011)
- Para One & Teki Latex – 5th Dimension (Marble) (2011)
- Mother EP (Marble) (2012)
- Para One - You Too (2014 Club Mix) (2014)

### Remixes
2003:
- Animal Machine – Persona
- Agoria – Spinach Girl

2004:
- Krazy Baldhead – Revolution

2005:
- Stacs Of Stamina – Mistake, Rewind, Repeat
- Billy Crawford – 3 Wishes

2006:
- Ellen Allien – Down (Fuckaloop remix)
- Bloc Party – The Prayer
- Daft Punk – The Prime Time of Your Life
- MSTRKRFT – Work On You
- Trabant – The One
- Vegastar – Elle Blesse

2007:
- Teki Latex – Disco Dance With You
- Datarock – I Used To Dance With My Daddy
- Boys Noize – My Head
- Plaid – Kiddie Castle

2008:
- Ayumi Hamasaki – Greatful Days
- Guns 'n' Bombs – Riddle Of Steel

2009:
- Tahiti Boy and The Palmtree Family – 1973
- Boys Noize – Jeffer
- Beethoven – Sinfonía n.º 7: Allegretto
- J.S. Bach – Obertura de la Pasión según San Juan
- W.A. Mozart – Ofertorio del Requiem K. 626

2010:
- Bart B More – Romane
- Bot'Ox – Blue Steel (con Tacteel)
- Depressed Buttons – Ow!
- Canblaster – Clockworks (con Teki Latex)

2011:
- Drop The Lime – Hot As Hell
- Arnaud Fleurent-Didier – France Culture
- Hey Today! – Minor
- Shake Aletti – Work (con Tacteel)
- Jupiter – Saké (con Tacteel)
- Noob – Powder (con Teki Latex)
- Justice – Audio Video Disco

## Filmografía
- Les Premières Communions (2004), cortometraje
- Cache Ta Joie (2005), cortometraje
- Lady Chatterley de Pascale Ferran: (2006), como actor interpretando a Duncan Forbes
- It Was On Earth That I Knew Joy (2009), cortometraje
- Portrait of a Lady on Fire (2019)

## Premios y distinciones
Festival Internacional de Cine de San Sebastián
| Año  | Categoría   | Película      | Resultado |
| ---- | ----------- | ------------- | --------- |
| 2005 | PREMIO CECC | Cache ta joie | Ganador   |